# Adolf Klinkenberg
Adolf Klinkenberg (* 14. Juni 1881 in Herdecke; † 9. Mai 1957) war ein deutscher Eisenhüttenmann und Manager der deutschen Stahlindustrie.

## Leben
Adolf Klinkenberg studierte an der RWTH Aachen Eisenhüttenkunde. 1899 wurde er Mitglied im Akademischen Verein der Chemiker, Berg- und Hüttenleute, dem späteren Corps Montania. Nach Abschluss des Studiums trat er in die Gelsenkirchener Bergwerks-AG ein. Er wurde Vorstandsmitglied der GBAG und Vorstandsmitglied der Deutsch-Luxemburgischen Bergwerks- und Hütten-AG. 1927 mit der Bildung der Vereinigte Stahlwerke AG wurde er in den Vorstand dieser Gesellschaft berufen. 1933 wurde er zum Vorstandsvorsitzenden der Dortmund-Hörder Hüttenunion AG ernannt. Im Herbst 1945 wurde er von den Alliierten verhaftet und für mehr als Jahr interniert.
Klinkenberg war Mitglied des Ausschusses der Vereinigung der Deutschen Arbeitgeberverbände und Vorstandsmitglied der Hütten- und Walzwerks-Berufsgenossenschaft. Er gehörte den Aufsichtsräten der Friedrich Thomé AG in Werdohl, der Stahlwerke Brüninghaus AG, der Deutsche Edelstahlwerke AG, der Heinrich August Schulte AG und der Rheinisch-Westfälische Kalkwerke AG an.
Das Hamburger Abendblatt würdigte ihn am 11. Mai 1957 in einem kurzen Nachruf mit dem Satz: „Der Name Klinkenberg ist mit dem deutschen Eisenhüttenwesen und insbesondere mit der Vereinigte Stahlwerke AG. aufs engste verbunden.“
Klinkenberg war ein Sammler von Buchkunst, Literaturillustration und Typographie des 16. bis 20. Jahrhunderts. Am 3. Juni 1939 stiftete er seiner Geburtsstadt Herdecke die Amtskette des Bürgermeisters.

## Auszeichnungen
- Dr.-Ing. E. h.

## Patentschriften
- Adolf Klinkenberg: Structural steel. / Acier de construction. Vereinigte Stahlwerke Aktiengesellschaft 4. November 1930: CA 305526 (Kanada)
- Adolf Klinkenberg: Steel production. / Production d'acier. Vereinigte Stahlwerke Aktiengesellschaft 10. November 1931: CA 317087 (Kanada)
- Adolf Klinkenberg: Steel of great tensile strength. / Acier a grande force de traction. Vereinigte Stahlwerke Aktiengesellschaft 17. November 1931: CA 317317 (Kanada)